# Barragem da Daroeira
A Barragem da Daroeira, construída sobre o leito da ribeira de Messejana, localiza-se no município de Santiago do Cacém, no Distrito de Setúbal, Portugal. A barragem entrou em funcionamento em 1953.

## Barragem
É uma barragem de aterro. Possui uma altura de 16 m acima do terreno natural e um comprimento de coroamento de 483 m.

## Albufeira
A albufeira da barragem apresenta uma superfície inundável ao NPA (Nível Pleno de Armazenamento) de 1,05 km² e tem uma capacidade total de 5,6 Mio. m³. As cotas de água na albufeira são: NPA de 103 metros, NMC (Nível Máximo de Cheia) de ... metros e NME (Nível Mínimo de Exploração) de ... metros.